# De pagode der nevelen
De pagode der nevelen is het 23ste stripalbum uit de Yoko Tsuno-reeks van Roger Leloup. De strip werd voor het eerst uitgegeven bij Dupuis in 2001. 